# Sundance Film Festival/Großer Preis der Jury – Bester ausländischer Dokumentarfilm
Mit dem Jurypreis (World Cinema Jury Prize: Documentary) wird beim jährlich veranstalteten Sundance Film Festival der beste ausländische Dokumentarfilm im Wettbewerb prämiert.
Der Preis wird seit der 22. Auflage des Filmfestivals im Jahr 2005 vergeben, separat zum Großen Preis der Jury für US-amerikanische Dokumentarfilme. Über die Vergabe entscheidet eine jährlich wechselnde, drei Mitglieder zählende Jury, die i. d. R. aus überwiegend nicht-amerikanischen Filmschaffenden besteht. Bisher konnte kein Regisseur die Auszeichnung mehr als einmal gewinnen.
| Jahr | Preisträger                               | Deutscher Titel                               | Regie                             |
| ---- | ----------------------------------------- | --------------------------------------------- | --------------------------------- |
| 2005 | Stand van de maan                         | Rumidjah, eine Christin in Indonesien         | Leonard Retel Helmrich            |
| 2006 | En el hoyo                                | nicht bekannt                                 | Juan Carlos Rulfo                 |
| 2007 | Vores lykkes fjender                      | nicht bekannt                                 | Eva Mulvad                        |
| 2008 | Man on Wire                               | Man on Wire                                   | James Marsh                       |
| 2009 | Rough Aunties                             | nicht bekannt                                 | Kim Longinotto                    |
| 2010 | Det røde kapel                            | nicht bekannt                                 | Mads Brügger                      |
| 2011 | Hell and Back Again                       | Hell and Back Again                           | Danfung Dennis                    |
| 2012 | שלטון החוק (Shilton Ha Chok)              | nicht bekannt                                 | Ra’anan Alexandrowicz             |
| 2013 | A River Changes Course                    | nicht bekannt                                 | Kalyanee Mam                      |
| 2014 | Return to Homs                            | Homs – Ein zerstörter Traum                   | Talal Derki                       |
| 2015 | Російський дятел (The Russian Woodpecker) | nicht bekannt                                 | Chad Gracia                       |
| 2016 | Sonita                                    | Sonita                                        | Rokhsareh Ghaem Maghami           |
| 2017 | Last Men in Aleppo                        | Die letzten Männer von Aleppo                 | Feras Fayyad                      |
| 2018 | Of Fathers and Sons                       | Of Fathers and Sons – Die Kinder des Kalifats | Talal Derki                       |
| 2019 | Honeyland                                 | nicht bekannt                                 | Tamara Kotevska Ljubomir Stefanov |